# 狄西德里乌斯

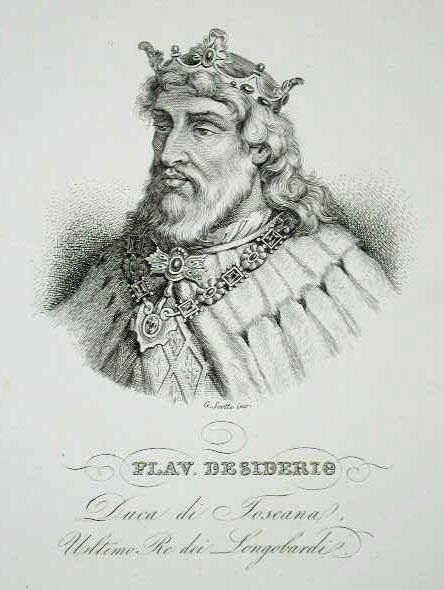
狄西德里乌斯

狄西德里乌斯（Desiderius，720年—786年），古代意大利北部伦巴第王国末任国王，统治时间为756年至774年。法兰克王国国王查理曼曾娶狄西德里乌斯之女为妻，最终征服了狄西德里乌斯统治的伦巴第王国。